# Hämnaren
Hämnaren (en suec el venjador) és una pel·lícula muda sueca de 1915, dirigida per Mauritz Stiller.

## Argument
Georg Vide, fill d'un pastor protestant, deixa la seva promesa Esther, de religió jueva, per la raó que els seus pares mai li permetrien casar-se amb ella, ja que s'oposen a un matrimoni mixt.
L'Ester està embarassada de Georg i, poc després de donar a llum al seu fill Josef, mor. Jakob, el cosí i pretendent d'Ester, adopta Josef, i promet venjar la mort d'Ester, segons la seva opinió a causa de l'abandonament de Georg.
20 anys després Jakob, exercint amb Josef, que desconeix la identitat del seu pare, l'activitat de prestador de diners, es disposa a deixar al carrer el terratinent von Sterner, prenent possessió de la casa on aquest viu amb la seva filla Emma, per si en pocs dies no ha pagat el seu deute.
Josef, que està secretament enamorat d'Emma, li fa trobar de manera anònima un títol de pagament amb el qual podria haver reemborsat a Jakob. L'Emma fa canviar el xec de caixa pel seu conegut Georg Vide, que mentrestant s'ha convertit en capellà. Però el títol de pagament és fals, per la qual cosa la insolvència afecta el capellà i l'Emma, que acudeixen a Jakob per obtenir un ajornament. Aquí Georg i Josef, fortuïtament, es reconeixen com a pare i fill.

## Repartiment
- Wilhelm Hansson - Georg Vide, estudiant, després capellà
- Edith Erastoff - Esther, una jove jueva
- Edmond Hansen - El pare de l'Ester
- John Ekman - Jacob Kahn, cosí de l'Ester
- Richard Lund - Josef, fill adoptiu de Jacob
- William Larsson - terratinent von Sterner
- Karin Molander - Emma von Sterner, filla del terratinent
- Gustaf Callmén - El pare de Georg, prebost
- Jenny Tschernichen-Larsson - La mare de Georg
- Emmy Elffors - La nòvia de Georg
- Thure Holm - director del banc
- Tyra Dörum - La donzella de Vide
- Nils Elffors - estudiant a les escales